# Brzóski-Gromki
Brzóski-Gromki – wieś sołecka w Polsce położona w województwie podlaskim, w powiecie wysokomazowieckim, w gminie Wysokie Mazowieckie.
Zaścianek szlachecki Zafalce Gromki należący do okolicy zaściankowej Brzoski położony był w drugiej połowie XVII wieku w powiecie brańskim ziemi bielskiej województwa podlaskiego.
W latach 1954–1968 wieś należała i była siedzibą władz gromady Brzóski-Gromki, po jej zniesieniu w gromadzie Ruś Stara. W latach 1975–1998 miejscowość administracyjnie należała do województwa łomżyńskiego.

## Historia
W pobliżu położonych jest kilka innych wsi o nazwie Brzóski, różniących się drugim członem nazwy. W XIX w. wsie tworzyły okolicę szlachecką Brzóski. W jej obrębie znajdowały się: Brzóski-Gromki, Brzóski-Falki, Brzóski-Tatary, Brzóski-Gawrony i Brzóski-Brzezińskie. Zygmunt Gloger wymienia również Brzóski-Jakubowięta, Brzóski-Markowięta, Brzóski-Stanisławięta. Dwie ostatnie wioski zmieniły nazwę na Brzóski-Markowizna i Brzóski-Stankowizna. Okolica ta była gniazdem rodu Brzosków.
W roku 1827 wieś liczyła 11 domów i 79 mieszkańców. 
Pod koniec wieku XIX wieś należała do powiatu mazowieckiego, gmina Szepietowo, parafia Wysokie Mazowieckie.
W roku 1921 naliczono 15 budynków z przeznaczeniem mieszkalnym i 94. mieszkańców (47. mężczyzn i 47 kobiet). narodowość polską podało 93. mieszkańców, a 1 inną.